# Universidade de Cranfield
A Universidade de Cranfield é uma universidade pública britânica de pós-graduação e pesquisa especializada em ciência, engenharia, tecnologia e gestão. Ela possui dois campi: o campus principal fica em Cranfield, Bedfordshire, e o segundo, na Academia de Defesa do Reino Unido, em Shrivenham, no sudoeste de Oxfordshire. O campus principal é único no Reino Unido e na Europa a ter um aeroporto semi-operacional (Aeroporto de Cranfield) no campus. A Universidade de Cranfield é proprietária e opera o aeroporto. As instalações do aeroporto são usadas pelas próprias aeronaves da Universidade de Cranfield no curso de ensino e pesquisa aeroespacial.